# مرض الغدة اللعابية بفيروس العوز المناعي البشري
مرض الغدة اللعابية بفيروس العوز المناعي البشري (بالإنجليزية:HIV salivary gland disease) يتم اختصاره ب(HIV-SGD). هو تورم الغدة اللعابية و/أو جفاف الفم في الأشخاص المصابون بعدوى فيروس العوز المناعي البشري.

## العلامات والأعراض
- كبر حجم الغدد اللعابية الرئيسية تدريجيًا، خصوصًا الغدة النكافية.[3] هذا التورم قد يكون في جانب واحد أو كلا الجانبين مما قد يسبب التشوه وأيضًا قد يكون مؤلمًا.[2]
- جفاف الفم (Xerostomia) بدون أي سبب آخر مثل أن يكون عرض جانبي للأدوية.[2]

قد يكون هذا المرض هو من علامات أعراض الإصابة بعدوى فيروس العوز المناعي البشري. ويمكن أن يصاحبه أيضًا جفاف الملتحمة، وألم مفصلي ، مماثل لمتلازمة شوغرن.

## علم الأوبئة
هذا المرض يظهر أكثر عند الأطفال المصابين بفيروس العوز المناعي البشري أكثر من البالغين المصابين بهذا الفيروس، بحوالي 19% و 1% على التوالي. at about 19% and 1% respectively. وعلى عكس مظاهر الفم الخاصة بمرض الإيدز مثل ساركوما كابوسي والطلاوة المشعرة وداء المبيضات الفموي والذين يقلون بعد العلاج عالي الفاعلية بمضادات الفيروسات القهقرية، يزداد مرض الغدة اللعابية بفيروس العوز المناعي البشري.